# Sixeonotus albohirtus
Sixeonotus albohirtus är en insektsart som beskrevs av Knight 1926. Sixeonotus albohirtus ingår i släktet Sixeonotus och familjen ängsskinnbaggar. Inga underarter finns listade i Catalogue of Life.